# Мартос Олексій Іванович
Олексі́й Іва́нович Ма́ртос (нар.1790 — пом.13 (25) серпня 1842) — дійсний статський радник, історик, письменник. Син скульптора Івана Мартоса (1753—1835).
Закінчив Петербурзький Інженерний корпус, служив військовим інженером в Києві, автор «Історії України» (в 5 томах; до кінця Гетьманщини), рукопис якої загубився (опубліковано лише кілька розділів).
У 1822 р. закінчив роботу над тритомною (за іншими даними — п’ятитомною) «Історією запорозьких козаків», яка була високо оцінена рядом фахівців, однак залишилася невиданою, очевидно, через цензурні перешкоди (за іншими відомостями — знята з публікації автором через побоювання конкуренції з «Історією Малої Росії» Д. Бантиша-Каменського). 
Рукопис праці загубився (мав відтворювати події в Україні до кінця існування Гетьманщини); відомо лише 2 уривки з 3-го тому, опубліковані у 1822—1823 рр. у журналі «Північний архів» (про Берестецьку битву 1651 р. і про шлюб та смерть сина Б. Хмельницького — Тимофія). 
Після урядової служби в сибірських губерніях опублікував етнографічну працю «Листи про східний Сибір» (1827). 
Виступав як перекладач (перекладав російською мовою твори Квінта Курція і Архенгольца). 
Залишив спогади і щоденник (опубліковані 1893 в журналі «Російський архів» № 7-8), які охоплюють події 1806—1816 років і містять цікаві спостереження про тогочасні воєнні дії.    